# Facio Platoni

Facio Platoni (Facinio o Bonifacio) (1014). Según algunos autores fue hijo de Bernardo Ansprando, pero en realidad fue hijo del conde Opizzo de Angheria -Senescal del Ejército del Emperador Otón I del Sacro Imperio Romano Germánico- y de la abadesa Mathilde de Essen, hija del duque Liudolfo de Suabia-, y en consecuencia, sexto nieto de Bernardo Ansprando; además, primo en sexto grado consanguíneo por vía paterna del Rey Arduino de Italia, su vida transcurre alrededor de fines de los novecientos y hasta una fecha cercana al año 1014.
Junto a sus hermanos fue marqués de Eporedia y conde de Angheria. También fue Conde de Mediolani, Señor de Albizato y Besnato y Caballero de la Milicia Dorada, este último título otorgado por la Santa Sede en virtud de su defensa a la Iglesia católica, junto a su hijo primogénito Plato, ratificado durante el pontificado de Benedicto VIII, con fecha 25 de abril de 1014.
Dotado de una gran capacidad militar se instala en la zona del actual Borgo Val di Taro, hasta ese momento en manos de la Abadía de Bobbio, tomándolo para sí, considerando que fue el territorio de sus antepasados. Fallece en Plasencia.

## Familia
Primera Cónyuge: Domitilla Di Turris (Dorella o Donella Della Torre), hija mayor del Conde Arasmi Della Torre, el más importante de los livellarios del Curtis Turris.
Hijo Primer Matrimonio: Plato Platoni, Marqués de la Santa Sede, Conde de Angheria, Señor Soberano de Borgotaro, Señor Imperial de Parma y de Ceno, Caballero de la Milicia Dorada. 
Segunda Cónyuge: Gisla, hija del Conde Adalberto.
Hijos Segundo Matrimonio:
Eliprando o Ruitprando Platoni: Conde de Angheria y Vizconde de Mediolani.
Algilsa: Monja del Monasterio Mayor.
Gregorio: Vizconde de Plasencia.